# Ennis (Texas)
Ennis è un centro abitato degli Stati Uniti d'America, situato nella contea di Ellis dello Stato del Texas.
La popolazione era di 18.513 persone al censimento del 2010.

## Geografia fisica
Ennis è situata a 32°19′56″N 96°37′27″W (32.332296, -96.624030). Secondo lo United States Census Bureau, ha un'area totale di 18,4 miglia quadrate (47,7 km²), di cui 18,0 miglia quadrate (46,6 km²) di terreno e 0,4 miglia quadrate (1,0 km², 2.17%) d'acqua.
Ennis si trova nel nord-est del Texas. La città è 39 miglia (63 km) a sud di Dallas e 74 miglia (119 km) a nord est di Waco.

## Società

### Evoluzione demografica
Secondo il censimento del 2000, c'erano 16.045 persone, 5.335 nuclei familiari e 3.947 famiglie residenti nella città. La densità di popolazione era di 891,7 persone per miglio quadrato (344,4/km²). C'erano 5.618 unità abitative a una densità media di 312,2 per miglio quadrato (120,6/km²). La composizione etnica della città era formata dal 66,57% di bianchi, il 14,71% di afroamericani, lo 0,47% di nativi americani, lo 0,29% di asiatici, lo 0,01% di isolani del Pacifico, il 15,93% di altre razze, e il 2,03% di due o più etnie. Ispanici o latinos di qualunque razza erano il 33,19% della popolazione.
C'erano 5.335 nuclei familiari di cui il 38,1% aveva figli di età inferiore ai 18 anni, il 54,4% erano coppie sposate conviventi, il 14,5% aveva un capofamiglia femmina senza marito, e il 26,0% erano non-famiglie. Il 22,8% di tutti i nuclei familiari erano individuali e il 10,1% aveva componenti con un'età di 65 anni o più che vivevano da soli. Il numero di componenti medio di un nucleo familiare era di 2,95 e quello di una famiglia era di 3,45.
La popolazione era composta dal 30,4% di persone sotto i 18 anni, il 10,6% di persone dai 18 ai 24 anni, il 27,7% di persone dai 25 ai 44 anni, il 18,5% di persone dai 45 ai 64 anni, e il 12,8% di persone di 65 anni o più. L'età media era di 31 anni. Per ogni 100 femmine c'erano 95,7 maschi. Per ogni 100 femmine dai 18 anni in giù, c'erano 91,4 maschi.
Il reddito medio di un nucleo familiare era di 38.923 dollari, e quello di una famiglia era di 44.608 dollari. I maschi avevano un reddito medio di 28.585 dollari contro i 22.855 dollari delle femmine. Il reddito pro capite era di 15.677 dollari. Circa il 10,4% delle famiglie e il 13,0% della popolazione erano sotto la soglia di povertà, incluso il 17,3% di persone sotto i 18 anni e il 15,7% di persone di 65 anni o più.